# 斯托里 (內布拉斯加州)
斯托里（英語：Story）是位於美國內布拉斯加州蘇縣的非建制地區。

## 歷史
斯托里的郵局於1891年設立，其後於1935年停運。

## 地理
斯托里所處的海拔為高於海平面1190米（即3904英呎），而該地所採用的時區為UTC-7，即北美山地時區（MST）。同時該地設有夏令時間，為UTC-7調快一小時，即UTC-6（MDT）。